# Anatoli Alexandrowitsch Smorodinzew
Anatoli Alexandrowitsch Smorodinzew (russisch Анатолий Александрович Смородинцев, wiss. Transliteration Anatolij Aleksandrovič Smorodincev; * 6. Apriljul. / 19. April 1901greg. in Askino Gouvernement Ufa, Russisches Kaiserreich; † 6. August 1986 in Leningrad (jetzt Sankt Petersburg), UdSSR)
war ein sowjetischer Bakteriologe, Virologe und Immunologe. Er lieferte bedeutende Arbeiten auf den Gebieten antivirale Immunität, Zeckenenzephalitis, hämorrhagische Nephrosonephritis, Kinderlähmung, epidemische Parotitis, Grippe und Infektionsprophylaxe. Er erhielt den Stalinpreis (1941), den Leninpreis (1963), zweimal  den Leninorden, den Orden der Völkerfreundschaft und das Ehrenzeichen der Sowjetunion.

## Leben
Smorodinzew verbrachte seine frühe Kindheit und Schulzeit im nördlich von Ufa gelegenen Aksino. Sein Vater war Arzt. 1918 zog Smorodinzew nach Tomsk, um an der medizinischen Fakultät der dortigen Universität zu studieren. Nach seinem Studium war er zunächst als Assistent beim bakteriologischen Institut in Tomsk tätig. 1924 wurde er zur Roten Armee einberufen und war als Arzt an der turkestanischen Front des Russischen Bürgerkriegs tätig. 1926 absolvierte er ein Praktikum beim Institut der Versuchsmedizin. Zur gleichen Zeit arbeitete Smorodinzew als Laboratoriumleiter am Zentralinstitut der Geburtshilfe und Gynäkologie in Leningrad. Von 1933 bis 1937 leitete er die Abteilung für Bakteriologie am Leningrader Institut der Bakteriologie und Epidemiologie Louis Pasteur. Seit 1938 leitete er die Abteilung für Viren und Virologie am Unionsinstitut der Versuchsmedizin der Sowjetischen Akademie der Heilwissenschaften.
Zusammen mit Michail Petrowitsch Tschumakow entwickelte Smorodinzew einen Polioimpfstoff. Er entwickelte auch die Grippeimpfung, die in der Sowjetunion verwendet wurde, sowie Impfstoffe gegen FSME, Masern und Mumps. 1966 wurde er zum Akademiemitglied der Sowjetischen Akademie der Heilwissenschaften gewählt.
Im August 1986 wurde Smorodinzew auf dem Leningrader Bogoslowskoje-Friedhof begraben.